# Het Huis
Het Huis is een Vlaamse documentaire televisie-reeks waarbij in elke aflevering een Bekende Vlaming door programmamaker Eric Goens apart wordt genomen en gedurende 24 uur meewerkt aan een programma waarin de carrière, het leven en de fysiek van de gast wordt ontleed. Het programma wordt sinds 20 oktober 2015 uitgezonden op de Vlaamse zender Eén.

## Concept
Goens isoleert zijn gast door die te "ontvoeren" naar een huis, voor de eerste twee seizoenen een villa in Bertem, voor de volgende twee seizoenen een villa in Diemersfontein, een afgesloten wijndomein in Wellington Zuid-Afrika (het derde en vierde seizoen kregen dan ook een licht gewijzigde titel, Die Huis). Vanaf het vijfde seizoen, in 2019, wordt terug in Bertem opgenomen.
In het huis wordt de gast toegelaten zelf wat rond te kijken, tot rust te komen, gebruik te maken van faciliteiten als zwembad, sauna, eigen slaapkamer en badkamer en keuken. Daarna volgen gesprekken in living, keuken, op het terras, in een "kinderkamer", waar de gast en Goens samen kijken naar jeugdfoto's en foto's uit een ver en minder ver verleden, of in een "sportkamer", waar intussen de fysiek van de gast met een fysiotherapeut wordt onderzocht.
In de vooravond was er de eerste twee seizoenen een bijkomende gast die de centrale gast kon ophalen in de gastenkamer. Die tweede gast maakte dan mee de maaltijd en bleef tijdens de maaltijd als bijkomende gesprekspartner. De avond eindigde veelal met een laatste gesprekje in een boomhut in de tuin.
De 24 uur werd de volgende dag na het ontbijt afgesloten met een kort verblijf in de helwitte "biechtkamer", waar de gast nog een laatste "zonde" kon opbiechten en in de tuin, waar de gast zijn/haar naam of handtekening achterlaat, gekerfd in een stuk hout. In het derde en vierde seizoen werd de naam gebrand in een wijnton. Vanaf het derde seizoen was er ook geen biechtkamer meer.
62,7% van de gasten was van het mannelijke geslacht (seizoen 1 - 6).

## Overzicht
| Seizoen | Start             | Einde            | Presentatie | Titel    | Locatie           | Aantal gasten |
| ------- | ----------------- | ---------------- | ----------- | -------- | ----------------- | ------------- |
| 1       | 20 oktober 2015   | 15 december 2015 | Eric Goens  | Het Huis | Villa Bertem      | 8             |
| 2       | 29 november 2016  | 24 januari 2017  | Eric Goens  | Het Huis | Villa Bertem      | 9             |
| 3       | 26 september 2017 | 6 december 2017  | Eric Goens  | Die Huis | Villa Zuid-Afrika | 10            |
| 4       | 31 oktober 2018   | 18 december 2018 | Eric Goens  | Die Huis | Villa Zuid-Afrika | 8             |
| 5       | 29 oktober 2019   | 17 december 2019 | Eric Goens  | Het Huis | Villa Bertem      | 8             |
| 6       | 3 november 2020   | 22 december 2020 | Eric Goens  | Het Huis | Villa Bertem      | 8             |
| 7       | 2 november 2021   | 21 december 2021 | Eric Goens  | Het Huis | Villa Bertem      | 8             |
| 8       | 12 december 2022  | 30 januari 2023  | Eric Goens  | Het Huis | Villa Bertem      | 8             |
| 9       | 23 oktober 2023   | 11 december 2023 | Eric Goens  | Het Huis | Villa Bertem      | 8             |
| 10      | 29 oktober 2024   | 17 december 2024 | Eric Goens  | Het Huis | Villa Bertem      | 8             |
| 11      | Najaar 2025       |                  | Eric Goens  | Het Huis |                   |               |

## Afleveringen

### Seizoen 1
| Afl. | Uitzenddatum     | Kijkcijfer (Dag) | Persoon die wordt gevolgd | Gast                       |
| ---- | ---------------- | ---------------- | ------------------------- | -------------------------- |
| 1    | 20 oktober 2015  | 919.000          | Luc Appermont             | Bart Kaëll                 |
| 2    | 27 oktober 2015  | 1.062.000        | Marieke Vervoort          | Tom Waes                   |
| 3    | 3 november 2015  | 1.081.000        | Jeroen Meus               | Kat Steppe en Sofie Dumont |
| 4    | 10 november 2015 | 855.000          | Bart Peeters              | Guga Baúl                  |
| 5    | 24 november 2015 | 1.109.000        | Maggie De Block           | Tien studenten geneeskunde |
| 6    | 1 december 2015  | 1.243.000        | Karen Damen               | Kristel Verbeke            |
| 7    | 8 december 2015  | 1.046.000        | Karl Vannieuwkerke        | Zijn vader                 |
| 8    | 15 december 2015 | 1.013.000        | Kobe Ilsen                | Stijn Ilsen (broer)        |

### Seizoen 2
| Afl. | Uitzenddatum     | Kijkcijfer (Dag) | Persoon die wordt gevolgd | Gast                                                   |
| ---- | ---------------- | ---------------- | ------------------------- | ------------------------------------------------------ |
| 1    | 29 november 2016 | 1.022.000        | Sven Nys                  | Sven Vanthourenhout                                    |
| 2    | 6 december 2016  | 775.000          | Natalia Druyts            | Vriend Guy                                             |
| 3    | 13 december 2016 | 1.050.000        | Erik Van Looy             | Broer Patrick Van Looy Darko Pivaljević en Rudi Smidts |
| 4    | 20 december 2016 | 838.000          | Stan Van Samang           | Eric Melaerts                                          |
| 5    | 27 december 2016 | 904.000          | Marleen Merckx            | Ben Segers                                             |
| 6    | 3 januari 2017   | 1.182.000        | Tom Waes                  | Broer Sam Waes & ouders Waes                           |
| 7    | 10 januari 2017  | 1.031.000        | Rudi Vranckx              | Nicolas Lombaerts                                      |
| 8    | 17 januari 2017  | 1.058.000        | Philippe Geubels          | Jef Neve                                               |
| 9    | 24 januari 2017  | 922.000          | Pascale Naessens          | Vriendinnen Katrijn en Ingrid Paul Jambers (ontbijt)   |

### Seizoen 3 -Die Huis
| Afl. | Uitzenddatum      | Kijkcijfer (Dag) | Persoon die wordt gevolgd | Gast           |
| ---- | ----------------- | ---------------- | ------------------------- | -------------- |
| 1    | 26 september 2017 | 1.108.500        | Sabine Hagedoren          |                |
| 2    | 3 oktober 2017    | 797.882          | Steven Van Herreweghe     |                |
| 3    | 17 oktober 2017   | 541.527          | Nafissatou Thiam          |                |
| 4    | 24 oktober 2017   | 744.742          | Marcel Vanthilt           |                |
| 5    | 1 november 2017   | 611.687          | Kris Peeters              |                |
| 6    | 7 november 2017   | 704.621          | Adriaan Van den Hoof      |                |
| 7    | 14 november 2017  | 692.607          | Leah Thys                 |                |
| 8    | 21 november 2017  | 660.838          | Josje Huisman             | Kathleen Aerts |
| 9    | 28 november 2017  | 775.791          | Wim De Vilder             |                |
| 10   | 5 december 2017   | 626.065          | Imke Courtois             |                |

### Seizoen 4 -Die Huis
| Afl. | Uitzenddatum     | Kijkcijfer (Dag) | Persoon die wordt gevolgd | Gast                                      |
| ---- | ---------------- | ---------------- | ------------------------- | ----------------------------------------- |
| 1    | 30 oktober 2018  | 1.011.000        | Danira Boukhriss          | Haar vader                                |
| 2    | 6 november 2018  | 816.139          | Christoff De Bolle        |                                           |
| 3    | 13 november 2018 | 963.795          | Stefaan Degand            |                                           |
| 4    | 20 november 2018 | 836.583          | Zuhal Demir               | nicht Ide                                 |
| 5    | 27 november 2018 | 827.778          | Filip Peeters             | Stef Bos                                  |
| 6    | 4 december 2018  | 780.195          | Piet Huysentruyt          | Jeroen Meus                               |
| 7    | 11 december 2018 | 873.191          | Margriet Hermans          | een reuzenschildpad die haar overal volgt |
| 8    | 18 december 2018 | 695.356          | Véronique De Kock         |                                           |

### Seizoen 5
| Afl. | Uitzenddatum     | Kijkcijfer (Dag) | Persoon die wordt gevolgd | Gast                                         |
| ---- | ---------------- | ---------------- | ------------------------- | -------------------------------------------- |
| 1    | 29 oktober 2019  | 997.097          | James Cooke               | Zijn moeder                                  |
| 2    | 5 november 2019  | 906.861          | Theo Francken             | De bende van Montfort (waaronder zijn broer) |
| 3    | 12 november 2019 | 958.154          | Niels Destadsbader        | Miguel Wiels                                 |
| 4    | 19 november 2019 | 726.599          | Dina Tersago              | Haar nichten Karen en Joke                   |
| 5    | 26 november 2019 | 846.704          | Willy Sommers             |                                              |
| 6    | 3 december 2019  | 975.965          | Wout van Aert             | Zijn vrouw Sarah                             |
| 7    | 10 december 2019 | 754.521          | Marc Herremans            | Dirk Van Gossum                              |
| 8    | 17 december 2019 | 833.777          | Lynn Wesenbeek            | Haar ex-schoonmoeder Aline                   |

### Seizoen 6
Wegens de coronapandemie werd de centrale gast dit seizoen niet opgehaald met een Citroën DS maar met een klassiek Volkswagenbusje dat meer afstand biedt tussen chauffeur en passagier.
| Afl. | Uitzenddatum     | Kijkcijfer (Dag) | Persoon die wordt gevolgd | Gast                                                         |
| ---- | ---------------- | ---------------- | ------------------------- | ------------------------------------------------------------ |
| 1    | 3 november 2020  | 1.250.926        | Jacques Vermeire          | An Swartenbroeckx en Marijn Devalck Julie Vermeire (ontbijt) |
| 2    | 10 november 2020 | 903.954          | Rik Verheye               | Stephane Verheye, zijn peter (ontbijt)                       |
| 3    | 17 november 2020 | 1.135.123        | Élodie Ouédraogo          | Denise, haar pleegmoeder                                     |
| 4    | 24 november 2020 | 1.055.050        | André Hazes jr.           | Peter Vanlaet                                                |
| 5    | 1 december 2020  | 1.090.741        | Siska Schoeters           | Peter Van De Veire                                           |
| 6    | 8 december 2020  | 1.216.654        | Marc Van Ranst            | medewerkster Elke Wollants en Theo Francken (ontbijt)        |
| 7    | 15 december 2020 | 1.073.559        | Marc Coucke               | Wout Bru                                                     |
| 8    | 22 december 2020 | 883.599          | Mathieu Terryn            | Marie Wynants                                                |

### Seizoen 7
Ook in het zevende seizoen werden de gasten opgehaald met een klassiek Volkswagenbusje.
| Afl. | Uitzenddatum     | Kijkcijfer (Dag) | Persoon die wordt gevolgd | Gast                                                  |
| ---- | ---------------- | ---------------- | ------------------------- | ----------------------------------------------------- |
| 1    | 2 november 2021  | 1.148.892        | Eddy Planckaert           | Luc                                                   |
| 2    | 9 november 2021  | 967.850          | Marco Borsato             | Mary de Graaf, zijn moeder                            |
| 3    | 16 november 2021 | 809.759          | Kevin Janssens            | Chris Berkvens, uitbater videotheek waar Kevin werkte |
| 4    | 23 november 2021 | 1.142.754        | Iris Vandenkerckhove      | Clement, haar zoon                                    |
| 5    | 30 november 2021 | 1.084.268        | Conner Rousseau           | Steve Rousseau, zijn halfbroer                        |
| 6    | 7 december 2021  | 945.222          | Mathias Coppens           | Wim Lybaert en Jeroen Meus                            |
| 7    | 14 december 2021 | 948.090          | Aster Nzeyimana           | Lize Feryn                                            |
| 8    | 21 december 2021 | 962.774          | Ingeborg Sergeant         | Robin Keyaert, haar zoon                              |

### Seizoen 8
| Afl. | Uitzenddatum     | Kijkcijfer (Dag) | Persoon die wordt gevolgd | Gast                      |
| ---- | ---------------- | ---------------- | ------------------------- | ------------------------- |
| 1    | 12 december 2022 | 960.172          | Wim Lybaert               | Willem Vermandere         |
| 2    | 19 december 2022 | 803.233          | Pedro Elias               | Rik Verheye               |
| 3    | 26 december 2022 | 783.846          | Camille Dhont             | Haar ouders               |
| 4    | 2 januari 2023   | 937.444          | Nina Derwael              | Haar moeder               |
| 5    | 9 januari 2023   | 754.049          | Sam Bettens               | Sophie, een jeugdvriendin |
| 6    | 16 januari 2023  | 800.299          | Sammy Mahdi               | Zijn vader                |
| 7    | 23 januari 2023  | 719.185          | Stijn Meuris              | Jo Smeets                 |
| 8    | 30 januari 2023  | 738.025          | Regi Penxten              | Zijn vader                |

### Seizoen 9
De centrale gasten werden in dit seizoen opgehaald met een Volkswagen ID. Buzz.
| Afl. | Uitzenddatum     | Kijkcijfer (Dag) | Persoon die wordt gevolgd | Gast                          |
| ---- | ---------------- | ---------------- | ------------------------- | ----------------------------- |
| 1    | 23 oktober 2023  | 738.021          | Hugo Sigal                | Zijn broer                    |
| 2    | 30 oktober 2023  | 863.060          | William Boeva             | Zijn vriendin                 |
| 3    | 6 november 2023  | 930.811          | Mathias Vergels           | Zijn moeder                   |
| 4    | 13 november 2023 | 940.593          | Stephanie Planckaert      | Haar nicht, Romina            |
| 5    | 20 november 2023 | 733.947          | Coely                     | Niels en Filip, haar managers |
| 6    | 27 november 2023 | 830.751          | Herman Brusselmans        | Zijn vriendin                 |
| 7    | 4 december 2023  | 945.001          | Riadh Bahri               |                               |
| 8    | 11 december 2023 | 1.050.588        | Alexander De Croo         |                               |

### Seizoen 10
| Afl. | Uitzenddatum     | Kijkcijfer (Dag) | Persoon die wordt gevolgd | Gast                       |
| ---- | ---------------- | ---------------- | ------------------------- | -------------------------- |
| 1    | 29 oktober 2024  | 676.174          | Bart Kaëll                | Luc Appermont              |
| 2    | 5 november 2024  | 690.090          | Ruben Van Gucht           | zijn ouders                |
| 3    | 12 november 2024 | 607.811          | Laura Tesoro              | Jasper Publie              |
| 4    | 19 november 2024 | 651.945          | Toby Alderweireld         | Steve en Sven, zijn broers |
| 5    | 26 november 2024 | 812.572          | Arnout Hauben             |                            |
| 6    | 3 december 2024  | 639.235          | Barbara Sarafian          |                            |
| 7    | 10 december 2024 | 698.382          | Belle Pérez               | Jessi, haar zus            |
| 8    | 17 december 2024 | 635.033          | Wesley Sonck              |                            |

### Seizoen 11
| Afl. | Uitzenddatum | Kijkcijfer (Dag) | Persoon die wordt gevolgd | Gast |
| ---- | ------------ | ---------------- | ------------------------- | ---- |
|      |              |                  | Alex Agnew                |      |
|      |              |                  | Celine Van Ouytsel        |      |
|      |              |                  | Karl Meesters             |      |
|      |              |                  | Radja Nainggolan          |      |
|      |              |                  | Manu Van Acker            |      |
|      |              |                  | Valerie Van Peel          |      |
|      |              |                  | Metejoor                  |      |